# Reformierte Kirche Hombrechtikon

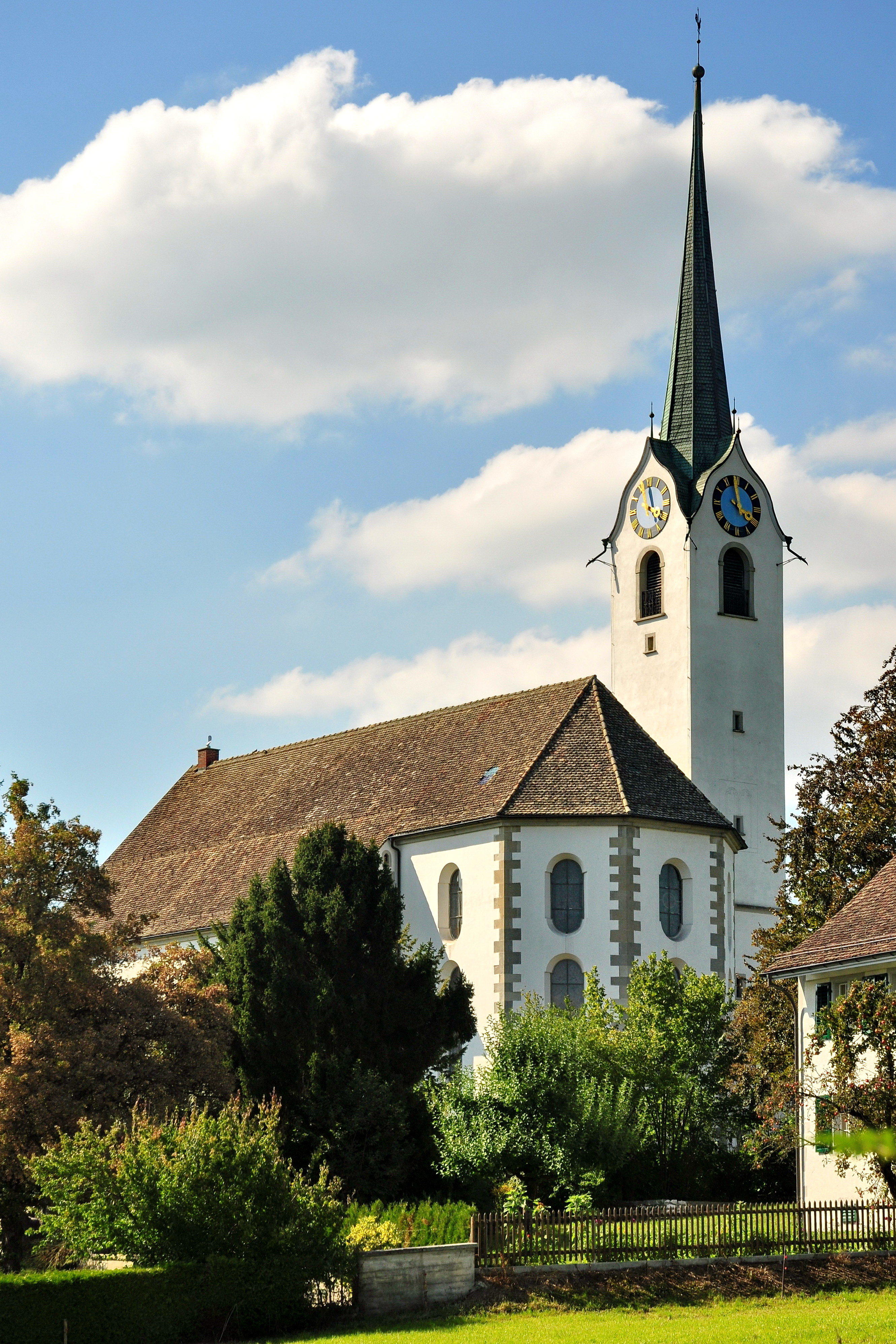
Kirche Hombrechtikon

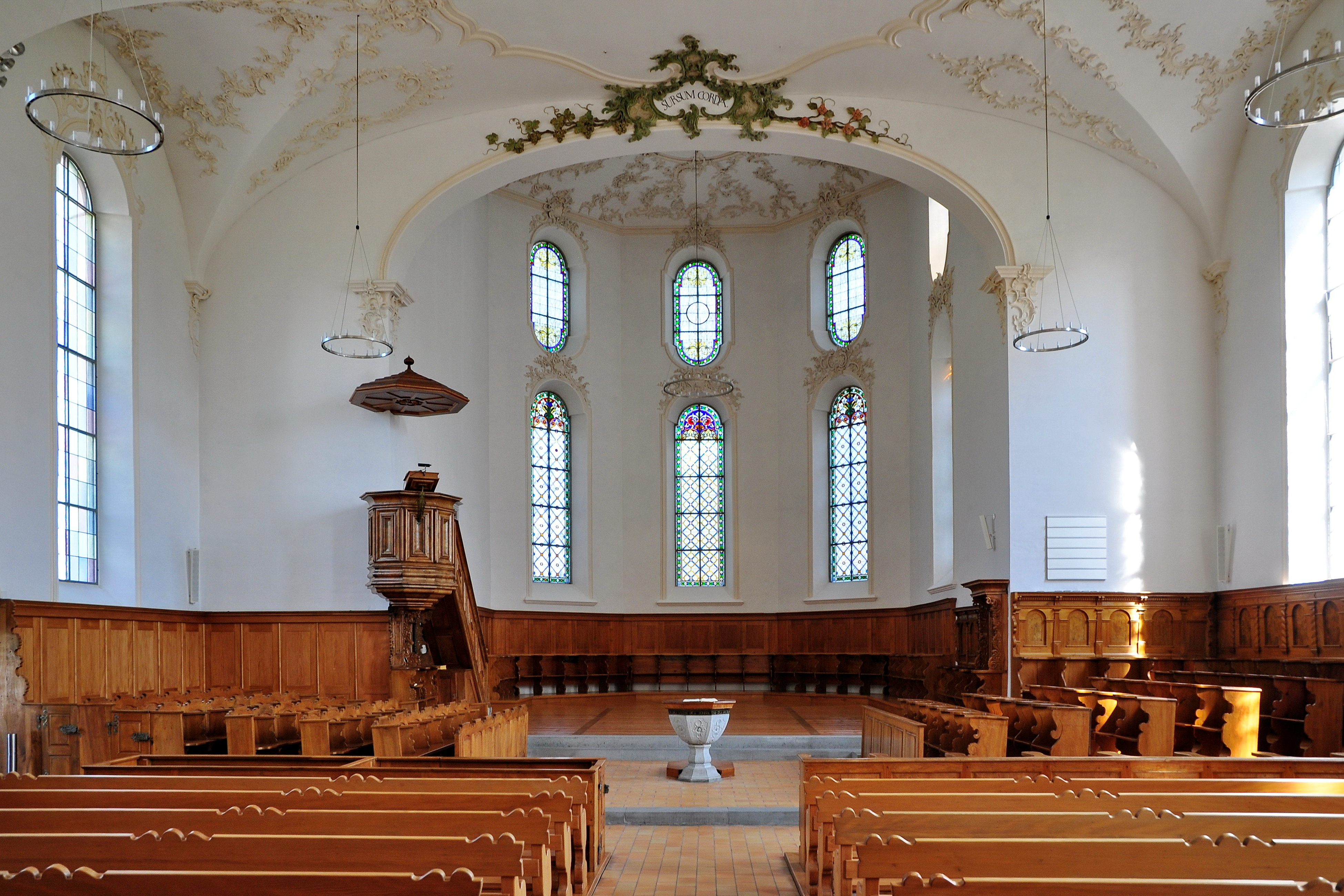
Innenraum mit Chor

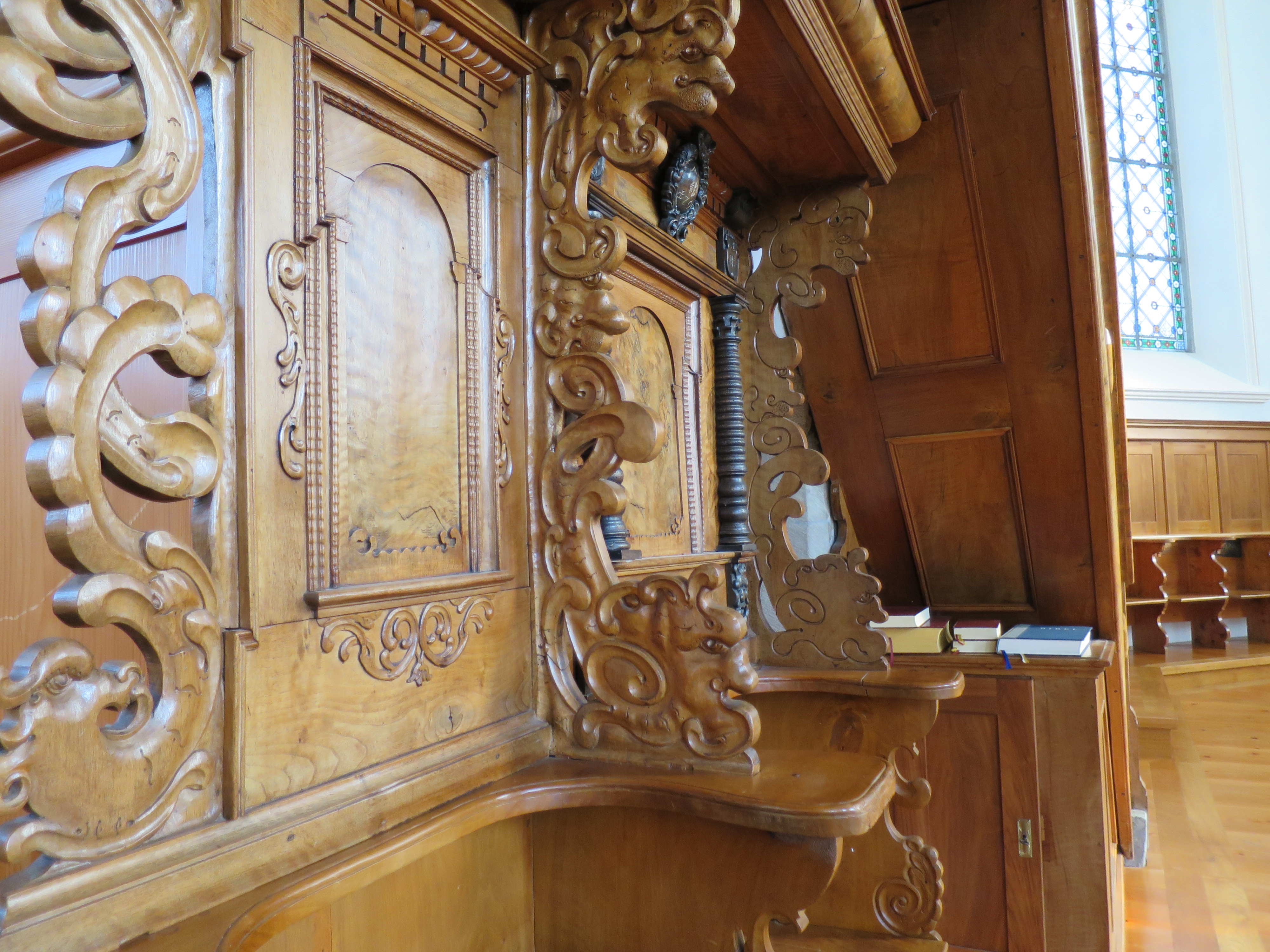
Der barocke Pfarrstuhl

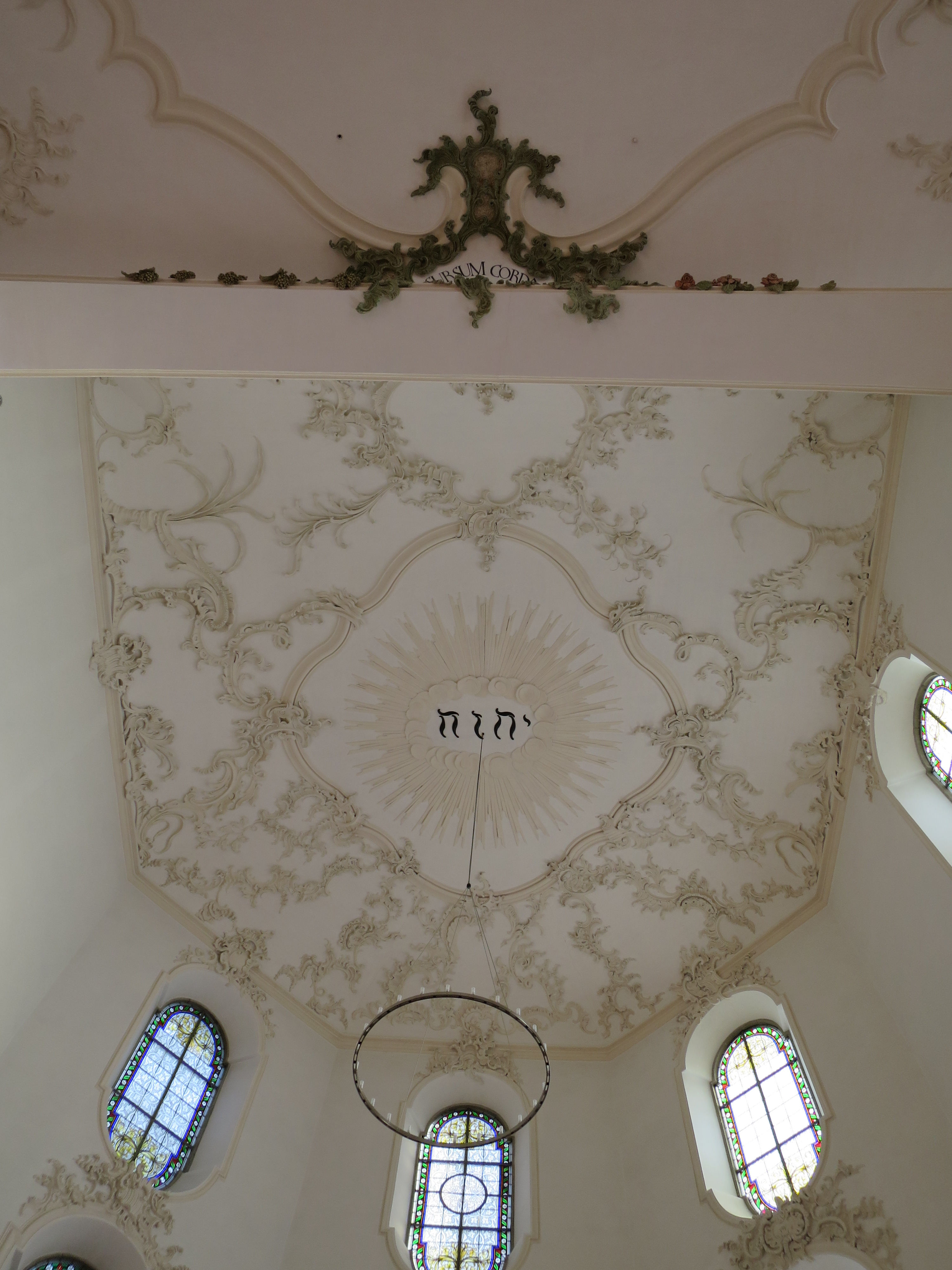
Chorbogen und Chordecke decke mit Stuckaturen

Die reformierte Kirche Hombrechtikon ist ein protestantisches Kirchengebäude des Rokoko.

## Geschichte
Als Vorgängerbauten konnten archäologisch eine romanische Kapelle und eine im Zuge des Kirchenbaubooms um 1500 errichtete gotische Kirche nachgewiesen werden. 1758–59 wurde unter Verwendung des gotischen Turmstumpfs von 1524 eine neue Kirche erstellt. Baumeister war Jakob Grubenmann, der noch vor der Vollendung des Baus verstarb.

## Gebäude
Die Kirche stellt einen wichtigen Schritt in  Entwicklung der Baumeisterdynastie Grubenmann hin zum spezifisch protestantischen Sakralbau dar. Die Kirche verfügt über ein Langhaus mit eingezogenem Polygonalchor. Bei Johann Ulrich Grubenmanns 1761 geweihter Kirche von Oberrieden wird auf den aus protestantischer Sicht überflüssigen eingezogenen Chor verzichtet. Die Kirche Wädenswil von 1767 sollte als Querkirche die katholische Langhaus-Tradition komplett überwinden. Wie bei allen Grubenmann-Kirchen wurde die Überdachung des Kirchenraums mit einer ausgeklügelten Dachkonstruktion mit Strebebindern bewerkstelligt.

### Äusseres
Der stattliche Bau erhebt sich auf einer Anhöhe über dem Friedhof am Nordwestrand des Dorfes. Die Ecken von Schiff und Chor werden betont durch sichtbare Quader. Die Fassaden werden von hohen Rundbogenfenstern, barocken Vorzeichen und einer Sonnenuhr auf der Südseite dominiert. Über dem gotischen Turmstumpf befinden sich zwei 1758–59 hinzugefügte Stockwerke und ein eleganter Spitzturmhelm mit geschweiften Wimpergen.

### Inneres
Der helle Innenraum besticht dank dezentem Rokoko-Stuck, dem mächtigen Chorbogen und der zweigeschossigen Gliederung des Chores durch schlichte Feierlichkeit. Dem Chor ist ein zentraler Bereich mit Taufstein und quergestellten Sitzbänken vorgelagert.
Das relativ breite Schiff wird durch hohe Rundbogenfenster beleuchtet und überspannt von einem hohen Korbbogengewölbe. Die reizvollen Rokoko-Stuckaturen nehmen die architektonische Gliederung des Raums durch Stichkappen auf. In der zentralen Kartusche im mittleren Spiegel befindet sich das Wappen von Hombrechtikon (Ährenbündel), das 1875 als farbiges Stuckelement das Zürcher Wappen ersetzte. Ebenfalls farbig ist ein reich verzierte Kartusche am Chorbogen mit der Inschrift SURSUM CORDIA.
Der Chor besitzt eine zweigeschossige Fenstergliederung, wobei sich über den Rundbogenfenstern jeweils ein ovales Rokoko-Oberlicht mit eingezogenen Rundbogen befindet. Die dezenten Glasmalereien mit Grisaille-Ornamenten stammen aus dem 19. Jahrhundert. Die Übergänge zwischen den Fenstern und die flache Chordecke sind äusserst reichhaltig mit Stuckaturen versehen. Im Mitelspiegel des Chors erscheint in einer Gloriole der Name JAHWE in hebräischer Schrift.

### Ausstattung
Bemerkenswert ist die Bestuhlung der Kirche, die sich aus Relikten verschiedener Epochen zusammensetzt. Verschiedene Teile des Gestühl stammen aus dem 17. , 18. , 19. und 20. Jahrhundert und weisen zum Teil wertvolle Bemalungen sowie Schnitzereien auf. An den Seitenwänden der Kirche ist das Gestühl durch eine hohe Täferung überhöht. Unter der Kanzel von 1759 steht ein wertvoller  Pfarrstuhl aus der Vorgängerkirche. Der mit reichem Schnitzwerk verzierte barocke Doppelstuhl stammt aus dem 17. Jahrhundert. Ebenfalls aus der Vorgängerkirche stammt der zentral aufgestellte Taufstein von 1644.
Auf der modernen Empore im hinteren Kirchenschiff steht die Orgel, die zuvor im Chor untergebracht war. Im Neorokoko-Prospekt von 1912 wurde 1960 ein Werk der Firma Kuhn installiert. Seit 1976 verfügt es über drei Manuale und 35 Register. und wurde 2002 renoviert.
Im Turm hängen vier Glocken aus der Glockengiesserei Keller in Zürich-Unterstrass. Sie wurden im Jahr 1866 gegossen und in den Turm hinauf gezogen.
| Nr. | Name          | Ton   | Inschrift                                                               |
| --- | ------------- | ----- | ----------------------------------------------------------------------- |
| 1   | Grosse Glocke | des’  | Das Wort des Herrn ist Kraft und Licht, und ja und amen was es spricht. |
| 2   | Betzeitglocke | f’    | Fried und Freude sei mit allen, die in Jesus Christus sind.             |
| 3   | Vesperglocke  | as’   | Auf Liebe ruht des Vaters Thron, aus Liebe wurde Mensch der Sohn.       |
| 4   | Kleine Glocke | des’’ | Droben über Tod und Grab, winkt des auferstandenen Heil.                |

## Umgebung
Südlich der Kirche liegt der grosszügig angelegte Friedhof. Von dort aus sind auch die Gemeinderäume unter dem Vorplatz der Kirche zugänglich. Das Pfarrhaus mit Sekretariat steht östlich des Chors.